# 17115 Юстініано
17115 Юстініано (17115 Justiniano) — астероїд головного поясу, відкритий 10 травня 1999 року.
Тіссеранів параметр щодо Юпітера — 3,282.